# Réservoir Clear Creek
Pour les articles homonymes, voir Clear Creek.
Le réservoir Clear Creek (en anglais : Clear Creek Reservoir) est un lac de barrage dans l'État américain du Colorado. Il est situé à une altitude de 2 705 m dans le comté de Chaffee.